# Petr Sepeši

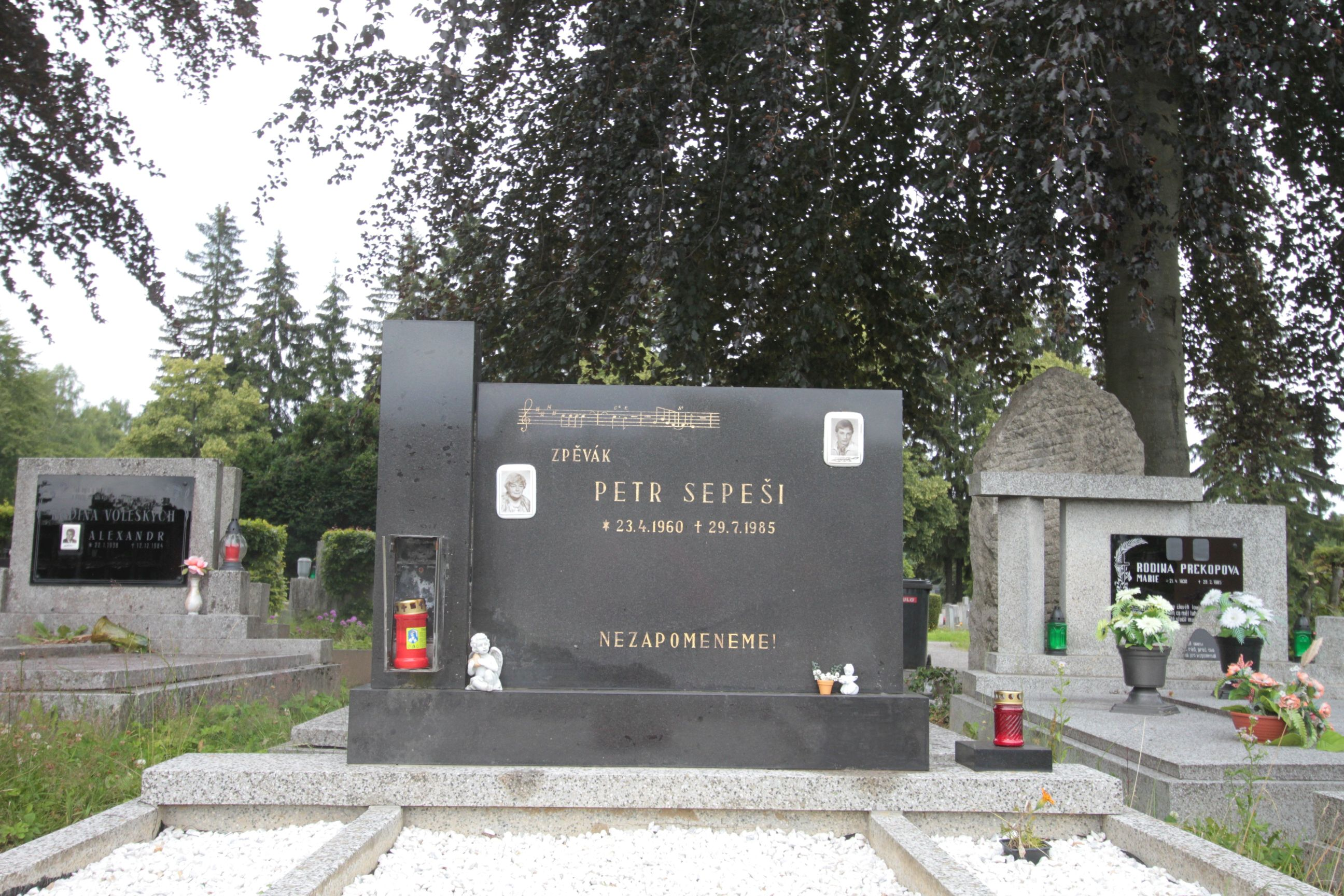
Náhrobní kámen Petra Sepešiho na hřbitově v Aši

Petr Sepeši (čti [sepéši], často chybně psán jako Sepéši; 23. dubna 1960 Brezno – 29. července 1985 Františkovy Lázně) byl český zpěvák.

## Život

### Dětství a studia
Narodil se na Slovensku, ale v roce 1962 se rodina odstěhovala do Aše. Později otec rodinu opustil, Petr tedy vyrůstal s o dva roky mladším bratrem Janem. Vychovávala je matka Lýdie, která pracovala na nočních směnách v pekárně a později našla uplatnění v textilce. Na základní škole již jako druhák zpíval v dětském sboru. Od sestřenice dostal první kytaru, na kterou se po čase naučil hrát a skládal první autorské písničky. Jako třináctiletý vyhrál pěveckou část soutěže Puškinův památník. V Lidové škole umění se učil hře na klavír, na bicí i na baskytaru. Po základní škole chtěl jít na průmyslovku, ale nakonec nastoupil na Střední odborné učiliště technické v Aši, kde vystudoval obor mechanik textilních strojů a následně pracoval v textilce Tosta Aš.

### Hudební začátky 1976–1982
Jako šestnáctiletý založil na škole kapelu jménem Appendix. „Zkoušeli jsme ve škole nad jídelnou a hráli na diskotékách a na zábavách. Když se však v pololetí učitelé podívali na náš prospěch, odnesli nám nástroje na půdu a kapela se rozpadla,“ vzpomínal později Sepeši. V té době začal chodit na hodiny zpěvu a věnoval se sportu – hrál fotbal, nohejbal, běhal a boxoval. Mezi jeho oblíbené zpěváky patřili Karel Gott, Marie Rottrová, Stevie Wonder či Taco. V roce 1978 se poprvé probojoval na celostátní festival talentů Mladá píseň Jihlava, kde sice kvůli trémě neuspěl, ale spřátelil se tam s Petrem Kotvaldem. Petr Sepeši měl později v plánu studium konzervatoře, ale než se stačil připravit k přijímacím zkouškám, byl povolán od 1. října 1980 na základní vojenskou službu do Unhoště. Na vojně založil hudební skupinu, se kterou zpíval v okolí Unhoště. Také vystupoval sám jen s kytarou a s vlastními písničkami, za což získal stříbrnou medaili v celoarmádní soutěži amatérských zpěváků.

### Duo s Ivetou a Petrova vrcholná léta 1983–1985
V roce 1983 se s vlastní písní Slůvka opět dostal na Mladou píseň a potkal zde Ivetu Bartošovou, s níž začal spolupracovat. Stalo se tak částečně i na popud hudebních dramaturgů, kteří pro mládež hledali nového Chladila se Simonovou. V Jihlavě tehdy zvítězila Ingrid Kalmanová, Petr obsadil 2. místo a 3. místo si vyzpíval Pavol Habera, který se stejně jako Sepeši narodil ve středoslovenském Brezně. Iveta Bartošová skončila na 4. místě a k tomu získala Cenu poroty za interpretační výkon.
Kromě společného natáčení s Ivetou si Petr v roce 1983 zazpíval i sólově na festivalu Sovětská píseň v Přerově a o rok později na jejím celostátním finále v Ostravě. A právě sovětská píseň pod názvem Máme stejný osud byla Petrovou první písničkou, která vyšla na desce. Na prvním společném singlu se objevila Ivetina sólovka To mě nenapadá a Petrova Den, kdy nejsem s ní, které před tím zazněly v jejich prvním televizním vystoupení v pořadu Sejdeme se Na výsluní. Jejich druhý singl obsahoval písně Knoflíky lásky a Červenám. Tento singl se několik měsíců držel mezi nejprodávanějšími malými deskami Supraphonu a zvítězil i v rozhlasové soutěži Start. V sedmém ročníku ankety profesionálních diskžokejů – Diskoslavík 1985 – skončil na 4. místě v kategorii Nejuznávanější domácí skladby.
Petr a Iveta vystoupili v dalších pořadech Československé televize jako například Vysílá studio Jezerka, Hitšaráda, Šest ran do klobouku, Dva z jednoho města, Šestý den je sobota, Televizní klub mladých či Silvestr. Jejich prvním manažerem byl šéfdramaturg Československého rozhlasu a skladatel Pavel Vaculík. Dvojice spolupracovala s Tanečním orchestrem Československého rozhlasu, který řídil Felix Slováček. „Felix nám v mnohém poradil a z ničeho nedělal drama. Dokonce se dokázal na jevišti zasmát a vytvořit pohodu. Brzy z nás spadla počáteční nervozita a napětí a rád jsem si s ním povídal,“ vzpomínal po čase Sepeši. Nahrávali i s Orchestrem Československé televize, který řídil Václav Zahradník. Na pódiích se představili v koncertním programu Josefa Laufera a jeho skupiny Golem a své duety zpívali i v Lucerna baru (dnes Lucerna Music Bar). Petr ve Zlatém slavíku 1983 obsadil 73. příčku, rok nato byl čtrnáctý a v Diskoslavíku se umístil v první pětce. Redakce časopisu Týdeník Televize uspořádala spolu s Československou televizí anketu popularity Televizní rolnička (od roku 1985 Zlatá rolnička a od roku 1991 TýTý). V této anketě roku 1984 obsadili v pěvecké kategorii 10. místo. Další zkušeností dua bylo vystupování v programu Rodinná show Františka Janečka a jeho skupiny Kroky. Hlavní hvězdou tady byl Michal David a jako hosté v ní vystupovala řada zpěváků, například Pavel Horňák, Sagvan Tofi, Markéta Muchová, Jan Cézar, Arnošt Pátek, Marcela Holanová nebo Josef Melen.
Iveta s Petrem byli také členy týmu AMFORA (Amatérské fotbalové rarity), který tvoří zpěváci, herci nebo bývalí sportovci. Asi první a současně poslední zápas Sepeši odehrál 16. června 1985 v Zákolanech, kde AMFORA zvítězila 7:1. Iveta tam odstartovala zápas svým prvním čestným výkopem.
Po zpěvákově smrti se jeho partnerce Marii Kovalecké narodil jejich syn Petr.

### Úmrtí
V červenci 1985 přerušila dvojice kvůli Ivetině zánětu mandlí turné po Sovětském svazu a vrátila se do Československa. Iveta Bartošová podstoupila operaci mandlí a odjela se zotavit k rodičům do Frenštátu pod Radhoštěm. Petr Sepeši nasedl do jejich společného auta Škoda 100 a vyrazil na západ Čech. V médiích se již od roku 1985 objevuje informace, že zpěvák přišel o život právě při této cestě do Aše, což však vyvrací Petrův bratr Jan. Ten o posledních bratrových dnech uvedl, že po Petrově příjezdu z turné byli spolu na tenise ve Františkových Lázních a na oběd se vrátili do Aše. Petr poté opět odjel do Františkových Lázní, snad za kamarády. O jeho smrti se rodina dozvěděla až od tety ráno 30. července 1985.
Petr Sepeši zahynul při autonehodě na železničním přejezdu (P319) ve Františkových Lázních na Americké (tehdejší Leninově) ulici u restaurace Bílá labuť, kolem 22. hodiny dne 29. července 1985, kdy mířil znovu do Aše.
O podrobnostech samotné nehody existují různé spekulace, které operují s netrpělivostí, objížděním závor, zastavením motoru na přejezdu apod. Třeba podle Svatavy Bartošové, Ivetiny matky, byl Sepeši vždycky divoký a netrpělivý. Podle ní se Petr rozhodl udělat takzvanou myšku.
Sepešiho pozdější manažer Tomáš Gottlieb, který nebyl události osobně přítomen, se na základě svědectví jiných domnívá, že když zpěvák – začínající řidič – ze setkání odjížděl, neměl na autě rozsvícená světla. Přátelé na něj údajně mávali, aby zastavil, že mu nejdou světla. „On si asi myslel, že mu mávají na cestu. Jak se díval dozadu, tak mu auto na přejezdu přestalo běžet a on ho už nerozjel.“
Odlišnou verzi – o zhoršených podmínkách, které údajně na přejezdu panovaly – uvedl Chebský deník, který v dubnu 2024 publikoval vzpomínky pamětníků. Podle Čestmíra Věrného zabezpečení přejezdu několik dní nefungovalo a řidiči přejezd projížděli mezi staženými závorami, což v noci, kdy již nebyl přítomen pracovník železnice, který řídil provoz, mohlo být zdrojem nebezpečí. Věrný zmínil, že Veřejná bezpečnost fakt o poruše závor a projíždění přejezdu stylem „rozhlédni se, a když nejede vlak, jeď“ do spisu o šetření nehody neuvedla. V podobném duchu se vyjádřil další přispěvatel, podle kterého v danou dobu na dvoukolejném přejezdu projížděly dva vlaky krátce za sebou, a Sepešiho vozidlo bylo, při objíždění spuštěných závor, zachyceno druhým vlakem.
Petrova matka k této události později podotkla: „Tam také skončily i mnohé mé a Ivetčiny naděje, touhy, sny a cíle.“
Je pochován na městském hřbitově v Aši. Matka Lýdie zemřela dva roky po svém synovi. Iveta Bartošová Petra Sepešiho přežila o necelých 29 let.

### Odraz Petra a Ivety v kultuře
Jako vzpomínku na Petra nazpívala Iveta Bartošová v roce 1985 píseň Cesta je stále stejná. Jedná se o coververzi skladby Cherish od americké skupiny Kool & the Gang. Autorkou českého textu je Lucie Stropnická.
Další písní, která měla reflektovat Petrův a Ivetin vztah i následné zpěvaččiny pocity po odchodu partnera, byla skladba Léto od Eduarda Pergnera.
Po Sepešiho smrti se na československé hudební scéně utvořila dvojice Petra Zámečníková a Jiří Strnad. Petra a Jiří jsou známí hlavně díky písni Lítáme v tom, kterou kvůli podobným hlasům někteří posluchači považují za Ivetinu píseň. Petra Zámečníková soutěžila na Mladé písni Jihlava 1984 a odnesla si Cenu diváků.
V letech 2021–2024 natočil režisér Michal Samir minisérii Iveta. Ivetu Bartošovou hraje Anna Fialová a Petra Sepešiho ztvárnil Vojtěch Vodochodský.
V roce 2024 uvedla TV Nova dokumentární film Málo mě znáš od režiséra Tomáše Kleina.

## Zajímavosti
- Petr Sepeši i Petr Fiala pojmenovali své první kapely po částech lidského střeva: Sepeši – Appendix, Fiala – Slepé střevo (dnes Mňága a Žďorp).
- V původním klipu písně Slůvka z roku 1984 si roli učitele zahrál Luděk Kopřiva, jeho studentku ztvárnila Markéta Fišerová.[30]

## Diskografie

### Iveta Bartošová a Petr Sepeši
- 1984 To mě nenapadá/Den, kdy nejsem s ní – Supraphon, SP (číslo alba 1143 2865) (podtitul: z televizního pořadu SEJDEME SE NA VÝSLUNÍ)
- 1984 Knoflíky lásky/Červenám – Supraphon, SP (číslo alba 1143 2919) (podtitul: z televizního pořadu SEJDEME SE NA VÝSLUNÍ)
- 1984 My to zvládnem/Snad jednou najdu průvodce – Supraphon, SP (číslo alba 1143 2951)
- 1985 Medové dny/Tak málo si mě všímáš – Supraphon, SP (číslo alba 1143 3019)
- 1985 Blázni tenisoví/S dovolením – Supraphon, SP (číslo alba 1143 3039)
- 1985 Knoflíky lásky (duety s Ivetou Bartošovou) – Supraphon, LP
- 1998 Knoflíky lásky – Bonton Music, CD (reedice + 7 bonusů)
- 2007 Knoflíky lásky – Supraphon, CD (reedice)

## Seznam písní
- Ani náhodou – Iveta Bartošová a Petr Sepeši – (Petr Hannig / Václav Hons)
- Blázni tenisoví – Iveta Bartošová a Petr Sepeši – (Pavel Vaculík / Václav Hons) – 1985
- Červenám – Iveta Bartošová a Petr Sepeši – (Pavel Vaculík / Jan Krůta) – 1984
- Den je jak má být – Iveta Bartošová a Petr Sepeši – (Stanislav Chmelík / Václav Hons)
- Já to tušil hned – Petr Sepeši – (Pavel Vaculík / Miroslav Černý)
- Knoflíky lásky – Iveta Bartošová a Petr Sepeši – (Pavel Vaculík / Jan Krůta)
- Medové dny – Iveta Bartošová a Petr Sepeši – (Karel Svoboda / Zdeněk Rytíř)
- My to zvládnem – Iveta Bartošová a Petr Sepeši – (Pavel Vaculík / Miroslav Černý)
- Něco za něco – Iveta Bartošová a Petr Sepeši – (Petr Hannig / Jaroslav Machek)
- S dovolením – Iveta Bartošová a Petr Sepeši – (Stanislav Chmelík / Miroslav Černý)
- Snad nám to vyjde – Iveta Bartošová a Petr Sepeši – (Felix Slováček / Miroslav Černý)
- Tak málo si mě všímáš – Iveta Bartošová a Petr Sepeši – (Pavel Vaculík / Zdeněk Rytíř)
- Zázrak se může stát – Iveta Bartošová a Petr Sepeši – (Petr Hannig / Václav Hons)
- Zítra zavolám zase – Iveta Bartošová a Petr Sepeši – (Stanislav Chmelík / Michal Bukovič)